# پرونده اودسا (فیلم)
«پرونده اودسا» (انگلیسی: The Odessa File) فیلمی در ژانر تریلر سیاسی به کارگردانی رونالد نیم است که در سال ۱۹۷۴ منتشر شد.

## بازیگران
- جان ویت
- ماکسیمیلیان شل
- ماریا شل
- ماری تام
- درک جاکوبی
- ارنست شرودر
- پیتر جفری
- گنار مولر
- هربرت فوکس